# 高鸿钧
高鸿钧（1963年8月—），男，安徽怀远人，中国凝聚态物理学家，中国科学院院士。

## 生平
1987年，毕业于安徽教育学院（现合肥师范学院）物理系。1991年、1994年先后获北京大学无线电电子学系硕士和博士学位。1994年7月起，在中国科学院北京真空物理开放实验室从事科研工作，先后任副研究员、研究员、副主任、主任。1997年8月至2000年4月，在美国橡树岭国家实验室任客座研究员和学术顾问。2002年至今，在中国科学院物理研究所从事科研工作，历任纳米物理与器件实验室研主任，研究所所长助理、副所长。2014年3月，任中国科学院大学副校长。2018年1月，当选第十三届全国政协委员。2018年11月，出任中国科学院副秘书长。2020年9月至2023年5月，任中国科学院副院长。

## 奖项和荣誉[9]

### 奖项
- 2001年 获第七届“中国青年科技奖”
- 2008年 获全球华人物理学会“亚洲成就奖”
- 2009年 获发展中国家科学院（TWAS）物理奖
- 2012年 获“何梁何利基金科学与技术进步奖”
- 2013年 获中国科学院杰出科技成就奖

### 荣誉
- 2000年 获中国科学院“百人计划”
- 2001年 获“国家杰出青年基金”
- 2011年 当选中国科学院院士